# Lac du Milieu des Gourgs Blancs
Pour les articles homonymes, voir Gourgs Blancs (homonymie).
Le lac du Milieu des Gourgs Blancs est un lac pyrénéen français situé administrativement dans la commune de Loudenvielle dans le département des Hautes-Pyrénées en région  Occitanie.
Le lac a une superficie de 4,5 ha pour une altitude de 2 528 m.

## Toponymie
Gourg, gorga en occitan a le sens de « lac profond ». On trouve au pied du pic, sur son versant nord français, les lacs des Gourgs Blancs. On les appelait Gourgs Blancs à cause de leur couleur d'un bleu laiteux.

## Géographie
Le lac est situé en vallée du Louron dans le vallon des Gourgs Blancs.
Il se trouve dans le sud-est du département français des Hautes-Pyrénées proche de la Haute-Garonne et de la frontière franco-espagnole.
 
Il est entouré de nombreux pics comme le Pic des Hermitans (2 848 m), le Pic des Isclots (2 924 m), le Pic Spont (2 944 m), le Pic Belloc (3 008 m), le Pic des Spijeoles (3 065 m), le Pic du Hourgade (2 964 m) entre la montagne de Caillauas et la crête de Quartau.

### Topographie
|                  | Pic des Hermitans (2 848 m) Pic des Isclots (2 924 m) |                            |
| Crête de Quartau | lac du Milieu des Gourgs Blancs                       | Pic Marcel Spont (2 944 m) |
|                  | Col de Pouchergues (2 718 m) Pic Camboue (3 043 m)    |                            |

### Hydrologie
Le lac est traversé par le ruisseau de Caillauas alimenté par les eaux du glacier des gourgs blancs et rejoint la Neste de Clarabide.

## Protection environnementale
Le lac fait partie d'une zone naturelle protégée, classée ZNIEFF de type 2 : vallée du Louron.

## Voies d'accès
Pour atteindre le lac, au départ du Pont de Prat à la centrale hydro-électrique de Tramezaygues, il faut traverser les gorges de Clarabide par un chemin très escarpé jusqu'à la construction d'un chemin plus sûr construit par les Ponts et Chaussées, et rejoindre le refuge de la Soula.